# 維斯特盧1-26
維斯特盧1-26，亦稱維斯特盧1 BKS A（Westerlund 1 BKS A）或維斯特盧1 BKS AS（Westerlund 1 BKS AS），簡稱W26或W1-26，標準縮寫為Wd 1-26，是一顆位於超星團維斯特盧1內的紅超巨星或紅特超巨星。這顆恆星是其中一個已知體積最大恆星之一，其半徑約為太陽半徑的1,530倍。這顆恆星是於1961年被天文學家本特·維斯特盧發現的。

## 物理特性

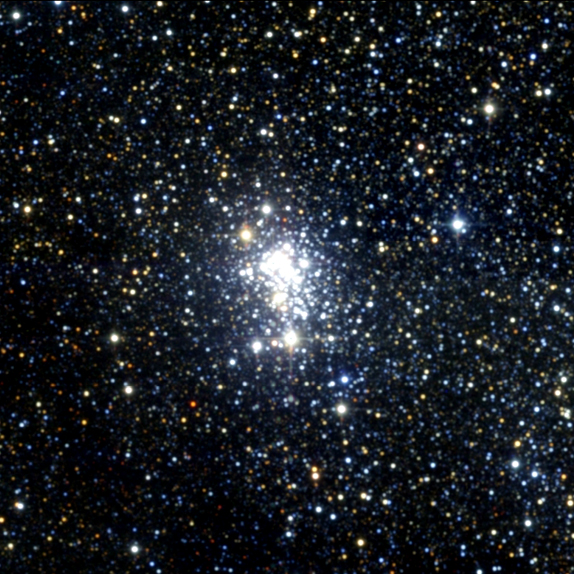
超星團維斯特盧1

維斯特盧1-26被分類為一個明亮的超巨星，位於赫羅圖的右上角。其有效溫度為3000 K，因此是一個溫度非常低的超巨星，且大部份能量都是以紅外光譜的形式釋出。其質量亦以很快的速率流失，因此部份天文學家認為這顆恆星會進一步演變成一個沃爾夫–拉葉星。
與其他超巨星不同，儘管維斯特盧1-26的恆星光譜分類經常轉變，但其亮度卻仍然保持不變。這個現象的成因至今仍然成謎。其中一種可能性是，星際消光只讓某特定波長的光譜通過，並阻擋了恆星的惰性亮度。如果其亮度仍然保持不變，這顆恆星將會是人類發現的第一顆強烈的電波源變星。
於2013年10月，天文學家利用歐洲南方天文台超大巡天望遠鏡發現維斯特盧1-26被一層離子化氫氣所包圍。這層氫氣是人類發現的第一個包圍紅分超巨星的「離子化星雲」。這個星雲延伸至距離維斯特盧1-26 1.3秒差距的空間，並含有大量溫度為800 K的物質。值得注意的是，這個離子化星雲與Sanduleak -69° 202a超新星爆發成為SN 1987A前的星雲非常相似。

### 體積
自從其發現，維斯特盧1-26已因其作為一個強烈的電波源而聞名。因為地球與超星團維斯特盧1之間存在高星際消光，所以天文學家們至今仍沒法精確理解其物理特性。其強烈的射電輻射導致天文學家們測量其體積時存在差異。儘管如此，天文學家們已一致認定其半徑約為太陽半徑的1,500倍。但是，小部份天文學家卻認為其半徑超過太陽半徑的2,500倍。
維斯特盧1-26的半徑為太陽半徑的1,500倍，直徑達14天文單位，或2,098,500,000公里。如果將維斯特盧1-26置於太陽系的中心，其半徑將超過木星的半長軸（5.204267天文單位，778,547,200公里），並且迫近土星軌道（9.5820172天文單位，1,433,449,370公里）。光繞這顆恆星一周需時6.1小時，而光繞太陽一周僅需時14.5秒。